# المجمع السكني بابك (حومة انديمشك)
المجمع السکني بابك (بالفارسية: شهرک بابک) هي قرية تقع في إيران في منطقة مركزية ريفية. يقدر عدد سكانها بـ 4,576 نسمة .